# Lassad Nouioui
Lassad Nouioui, de son nom complet Lassad Hassen Nouioui, né le 8 mars 1986 à Marseille, est un footballeur franco-tunisien jouant au poste d'attaquant.

## Biographie

### En club
Nouioui naît à Marseille, en France. Il signe au Deportivo La Corogne en janvier 2008, après être arrivé de La Berrichonne de Châteauroux, club évoluant en Ligue 2. Après avoir impressionné au sein de l'équipe B, il reçoit sa première convocation avec les seniors à la place de Iván Sánchez-Rico Soto, dans les dernières minutes d'une victoire à domicile (3-0) contre le Villarreal CF, le 1er février 2009. La semaine suivante, il obtient un penalty qui donne lieu à un match nul (1-1) contre le RCD Majorque.
Le 13 février 2009, après quelques bonnes performances, Nouioui signe un contrat professionnel avec le Deportivo La Corogne, s'engageant au club jusqu'en 2012. Deux mois plus tard, le 5 avril, il marque son premier but en Liga, lors d'une défaite (1-3) face au RCD Espanyol de Barcelona. Après une saison réussie, il est officiellement promu dans la première équipe pour la saison 2009-2010, mais lutte avec plusieurs blessures, ne jouant que 19 matchs de championnat.
En 2010-2011, Nouioui apparaît dans 33 matchs et marque cinq buts, le club terminant toutefois la saison à la 18e place, le reléguant en Segunda División pour la première fois en vingt ans.
Le 2 septembre 2012, il signe un contrat de deux ans avec le Celtic FC, après avoir été libéré de son contrat au Deportivo La Corogne et passé sa visite médicale,. Son transfert est entouré de controverses après que le Levante UD prétende également avoir signé un contrat avec le joueur, qui déclare que le Celtic a toujours été son premier choix,,.  
Le 17 novembre, Nouioui marque son premier but pour son nouveau club, lors d'une victoire à l'extérieur (2-0) face à Aberdeen. Il en inscrit un deuxième onze jours plus tard contre le Heart of Midlothian et le troisième contre le même club le 19 janvier 2013.
Libre de tout contrat, il s'engage le 5 décembre 2013 avec le FC Arouca, puis avec le FC Tokyo le 8 mai 2015.

### En sélection nationale
Lassad Nouioui choisit de représenter la Tunisie au niveau international. Il est appelé pour la première fois le 18 mars 2009 pour participer un match contre le Kenya comptant pour les éliminatoires de la coupe du monde de 2010, mais ne réussit pas à faire une apparition dans le match. Il obtient sa première sélection trois mois plus tard, le 6 juin, jouant quinze minutes contre le Mozambique.

## Palmarès

### Deportivo La Corogne
- Champion d'Espagne de D2 (1) : 2012

### Celtic FC
- Championnat d'Écosse (1) : 2013
- Coupe d'Écosse (1) :  2013